# Władysław Noskowski (1892–1969)

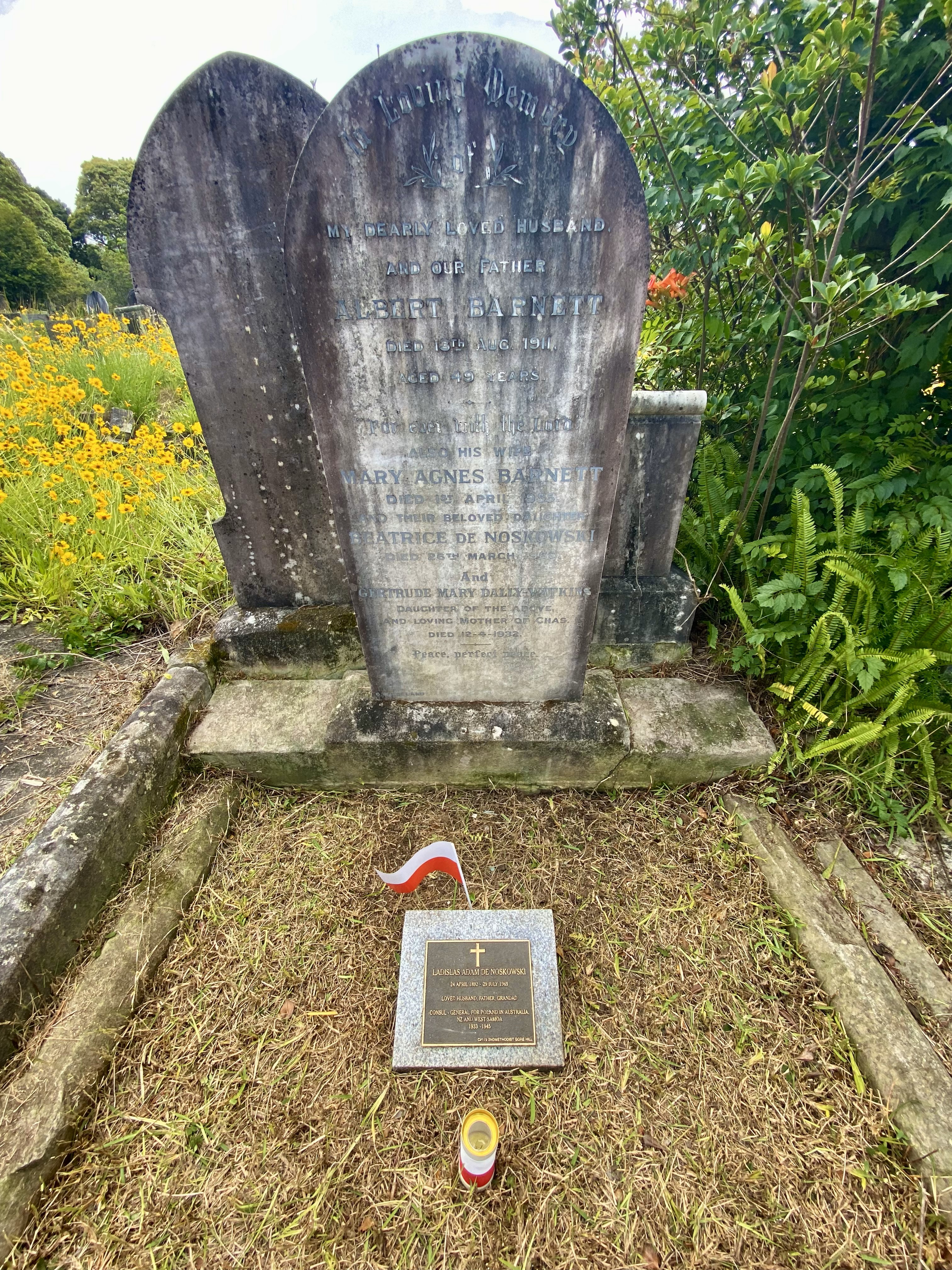
Nagrobek Władysława i Beatrice de Noskowski (2024)

Władysław Adam Noskowski, Ladislas Adam de Noskowski, pseud. Paolo (ur. 24 kwietnia 1892 w Warszawie, zm. 29 lipca 1969 w Sydney) – polsko-australijski dziennikarz, krytyk muzyczny, aktor, nauczyciel, honorowy konsul generalny RP w Australii, Nowej Zelandii i Samoa Zachodnim (1933–1945).

## Życiorys

### Młodość i wykształcenie
Władysław Noskowski urodził się w 24 kwietnia 1892 w Warszawie w rodzinie właściciela majątków ziemskich w Płockiem, dyrektora cukrowni i wydawcy Piotra Noskowskiego (1845–1928) i Stefanii z Szawłowskich (1860–1907). Miał trzech braci: Stanisława (1880–1940), Kazimierza i Wacława (1886–1966). Wpływ na jego pasję muzyczną miał stryj Zygmunt Noskowski (1846–1909), kompozytor i dyrygent. Noskowscy pieczętowali się herbem Łada.
Kształcił się w Gimnazjum gen. Pawła Chrzanowskiego w Warszawie. Studiował w Szwajcarii, na Uniwersytecie Warszawskim (1909–1911) i w Instytucie Nauk Politycznych w Paryżu. Opanował rosyjski, francuski, włoski, niemiecki, a z czasem i angielski.

### Wyjazd do Australii
W 1911 przyjechał jako turysta do Australii. Uczył się śpiewu i muzyki w Sydney. Pracował także jako asystent bibliotekarza. W 1914 otrzymał obywatelstwo brytyjskie. Po naturalizacji oficjalnie nazywał się Ladislas Adam de Noskowski. W 1915 pojechał do Stanów Zjednoczonych. Dzięki pośrednictwu poznanej wcześniej tancerki Anny Pawłowej uzyskał angaż jako aktor w Hollywood (m.in. w filmach Polly Put the Kettle On Douglasa Gerrarda oraz jako Malkolm w Makbecie Johna Emersona). W 1916 porzucił karierę aktorską i został sekretarzem Ignacego Paderewskiego (który dobrze znał jego stryja Zygmunta). Po utworzeniu przez niego w Waszyngtonie Associated Polish Press Noskowski został jednym z redaktorów wydawanego przez APP miesięcznika „Free Poland”. W ramach obowiązków m.in. zbierał informacje, pisał artykuły i zajmował się kolportażem czasopisma.
W lutym 1918 wrócił do Sydney. Dzięki znajomości języków obcych został zatrudniony w australijskich siłach zbrojnych, gdzie do 1919 pracował jako tłumacz i cenzor. Kontrakt wygasł ze względu na zakończenie wojny. Pomagał Polakom internowanym jako żołnierze armii austriackiej i niemieckiej. Po odbyciu kursu pedagogicznego na miejscowym Uniwersytecie był nauczycielem francuskiego, geografii i historii w szkołach średnich.
Publikował artykuły historyczne w takich tytułach jak: „The Evening News”, „Art in Australia”. Od 1919 przez blisko 20 lat dwa razy w tygodniu pisywał jako krytyk muzyczny w „The Sydney Morning Herald” oraz „The Sydney Mail”. W tym pierwszym pisywał również na tematy polskie, promując występy w Australii polskich muzyków oraz baletmistrzów, na czele z Ignacym Paderewskim, Arturem Rubinsteinem oraz Edwardem Kuryłło. W 1924 został redaktorem „Australian Phonograph Monthly”, który wypełniał treścią niemal samodzielnie (także wywiadami z artystami). Po sprzedaży pisma, w lipcu 1929 założył miesięcznik „Australian Phonograph News”, z dodatkiem „New Zealand Phonograph Monthly” (czasopismo upadło po wybuchu kryzysu gospodarczego). Był równocześnie korespondentem chicagowskiego pisma „Musical Leader”. Wraz z zaangażowaniem w dziennikarstwo, zarzucił pracę nauczyciela. Posiadał w swojej kolekcji 5000 płyt. Przez pewien czas prowadził ich wypożyczalnię. Interesował się także fotografią.

### Konsul honorowy (1933–1945)
Mimo że Noskowski przez długi czas pozostawał na uboczu zorganizowanej działalności polonijnej, po rekomendacji miejscowych towarzystw 2 sierpnia 1933 minister Józef Beck mianował go honorowym konsulem generalnym RP z siedzibą w Sydney, zastępując zmarłego w marcu George'a Earpa. Koszty funkcjonowania urzędu częściowo pokrywała Ambasada w Londynie. Utworzył Polsko-Australijską Izbę Handlową (Polish Chamber of Commerce). W 1935 wraz z jej przewodniczącym, Albertem E. Dalwoodem, udał się do Polski, gdzie zwiedził główne ośrodki handlowe, wygłaszał odczyty na temat Australii oraz został przyjęty przez prezydenta Ignacego Mościckiego. Odwiedził także swoich krewnych. Z rodzinnego majątku zabrał do Australii wierną kopię „Rejtana” Jana Matejki z 1901. Rozmiary obrazu (138,5 x 249 cm) po powrocie do Sydney wymagały przeprowadzenia się do większego domu. Mimo podejmowanych w latach 30. wysiłków, nie uzyskał polskiego obywatelstwa.
Dzięki jego staraniom do Polski udał się później także minister Henry Gullett. Noskowski wydawał także rozsyłany do pism australijskich miesięczny biuletyn. Doprowadził do ufundowania i odsłonięcia w lutym 1940 na szczycie Góry Kościuszki tablicy upamiętniającej setną rocznicę jej zdobycia przez Pawła Edmunda Strzeleckiego. Tablica kilkukrotnie padała ofiarą wandali. Na przełomie XX/XXI w. została usunięta, a po pewnym czasie umieszczona w Ambasadzie RP w Canberze.
Po wybuchu II wojny światowej utworzył Polski Komitet Ratunkowy. Zebrał on i wysłał do Londynu przeszło 30 tys. funtów szterlingów. Dzięki staraniom Noskowskiego dodatkowych 10 tys. funtów Polskiemu Czerwonemu Krzyżowi przekazał rząd federalny Australii. Kierowany przez jego żonę Komitet Pań wysłał setki skrzyń z ubraniami. Od 1941 Noskowski współpracował z równolegle działającym zawodowym konsulem RP w Sydney Sylwestrem Gruszką (w tym samym roku kompetencję w Nowej Zelandii przejął Kazimierz Antoni Wodzicki). Od 1 lipca 1942 do 1 czerwca 1945 redagował i wydawał w Sydney subsydiowany przez rząd londyński propagandowy „Polish and Central European Review”. W czasie wojny wygłaszał w australijskim radio odczyty o sytuacji w Polsce. 31 grudnia 1945 zakończył pełnienie funkcji konsula.

### Późniejsza działalność
W 1952 powrócił do pracy pedagogicznej. Był między innymi egzaminatorem języka francuskiego na Uniwersytecie w Sydney. Prezentował także muzykę polską w radiu 2CH (1949–1953) oraz Australian Broadcasting Commission. Pracował nad książką na temat historii opery w Australii, która nie doczekała się wydania ze względu na objętość (190 tys. słów). Opublikował „French Topic Vocabulary and 850 Idioms” – jeden (z dwóch planowanych) tom podręcznika do nauki francuskiego dla wyższych klas szkół średnich.
26 stycznia 1949 z mocy prawa jego obywatelstwo brytyjskie zostało przekształcone w obywatelstwo australijskie.
Zmarł 29 lipca 1969 w szpitalu w Sydney, do którego trafił w ciężkim stanie po wpadnięciu pod samochód 11 kwietnia 1969. Bezpośrednią przyczyną zgonu był wylew. Po kremacji jego szczątki złożono na Gore Hill Cemetery.
W 2011 ukazały się wspomnienia Noskowskiego „Dziennik z pierwszych tygodni w Australii: rok 1911”, zaś w 2017 jego biografia autorstwa Bogumiły Żongołłowicz.

## Życie prywatne
Mimo deklarowanej polskiej narodowości, nigdy nie posiadał polskiego obywatelstwa.
W 1914 oświadczył się Beatrice Barnett (1892–1960), a w 1918 wziął z nią ślub. Mieli syna Paula (inżyniera radiowego). Wychowywali także Joyce Aggs, która była osieroconą siostrzenicą Beatrice. Rodzina mieszkała w Sydney w dzielnicy Mosman, a od 1958 w Willoughby.
Od 1948 w Sydney mieszkała przyrodnia siostra Noskowskiego, Hanka Noskowska. Po pewnym czasie dołączyła do niej jej matka (dla Noskowskiego formalnie macocha), Julia Noskowska z domu Zdańska (secundo voto Kowerska). Obecność Hanki była kłopotliwa dla Noskowskiego ze względu na wywoływane przez nią i opisywane w mediach skandale obyczajowe.